# Hrašćica
Hrašćica falu Horvátországban, Varasd megyében. Közigazgatásilag Varasdhoz tartozik.

## Fekvése
Varasd központjától 4 km-re északnyugatra, a Varasdot Mariborral összekötő 2-es főútvonal mellett fekszik. Teljesen összeépült a szomszédos Sračineccel.

## Története
A település valószínűleg középkori eredetű. Varasd város történetében szerepel, hogy 1680-ban Közép-Európában pestisjárvány pusztított, mely a stájerországi Graz után Ptuj lakóit is elpusztította, majd átterjedt a horvátországi Zagorje területére is. Elérte Ivanecet, Hrašćicát és Zajezdet, sőt Varasd egyes részeit is. Erre a városi tanács elhatározta a Szent Fábián és Szent Sebestyén-kápolna felépítését és a járvány megkímélte a várost. A pestis által elpusztított település azonban ezután valószínűleg elnéptelenedett.
A mai település teljesen új alapítású. 1971-ig Varasd külterületi része volt és csak 1981-ben jelent meg önálló településként. Egyházilag korábban a varasdi Szent Fábián- és Sebestyén-plébániához tartozott, ma az 1961-ben alapított sračineci Szent Mihály-plébánia filiája. 2001-ben 965 lakosa volt.

## Nevezetességei
Boldog Alojzije Stepinac tiszteletére szentelt nyitott kis kápolnája.